# Otto Praël

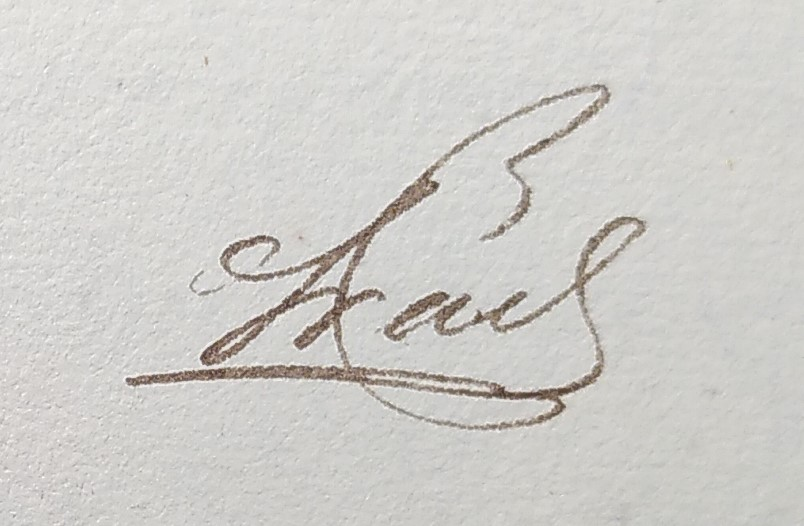
Signatur von Otto Prael, 1832

Joseph Otto Praël (* 4. März 1793 in Hildesheim; † 31. März 1862 in Göttingen) war ein deutscher Architekt und königlich hannoverscher Baubeamter in Göttingen.

## Leben, Ausbildung, Wirken
Otto Praël entstammte einer französischen Emigrantenfamilie und war Sohn des Leibchirurgen und Leibarztes des Hildesheimer Fürstbischofs Johann Rudolf Praël und dessen Ehefrau Franziska Marie Anna Praël geb. Gradewald.
Über Praëls Ausbildung ist nichts bekannt. 1812 erscheint er als Mitglied der Hildesheimer Freimaurerloge Pforte des Himmels, ab 1819 wurde er im Staatshandbuch als Landbauconducteur genannt. Für 1820/1821 ist eine Studienreise nach Wien, Prag und Eisenstadt belegt. Ab 1825 arbeitete er als Landbauverwalter für den unteren Bezirk des Göttingen-Grubenhagenschen Landbaudistrikts mit Sitz zunächst in Hannover, ab 1827 dann in Göttingen. Ab 1827 war Praël als Göttinger Universitätsbaumeister Nachfolger von Justus Heinrich Müller sowie Klosterbaumeister für Klosterbauten im Fürstentum Göttingen und Grubenhagen, 1830 wurde er Landbauinspektor, und 1831 wurde ihm kommissarisch die Leitung des gesamten städtischen Bauwesens in Göttingen übertragen. Er stieg in dieser Stellung 1844 zum Landbaumeister und Distriktvorstand im Landbaudistrikt Göttingen und 1857 zum Oberlandbaumeister auf. 1861 ging er in den Ruhestand.
Praël war seit 1825 mit Sicherungsmaßnahmen der Burgruine Plesse betraut. Ein Spätwerk Praëls ist der Erweiterungsbau des Chemischen Labors an der Hospitalstraße in Göttingen. Sein Hauptwerk ist die Universitäts-Aula mit dem Skulpturengiebel von Ernst von Bandel. Von seinen Privatbauten ist nur sein eigenes zweigeschossiges siebenachsiges Wohnhaus mit Säulenportikus bekannt (Weender Landstraße 3); es wurde 1971 abgebrochen.
Otto Praëls Sohn war der spätere Landbauinspektor und Baurat Hermann Praël.

## Bauten

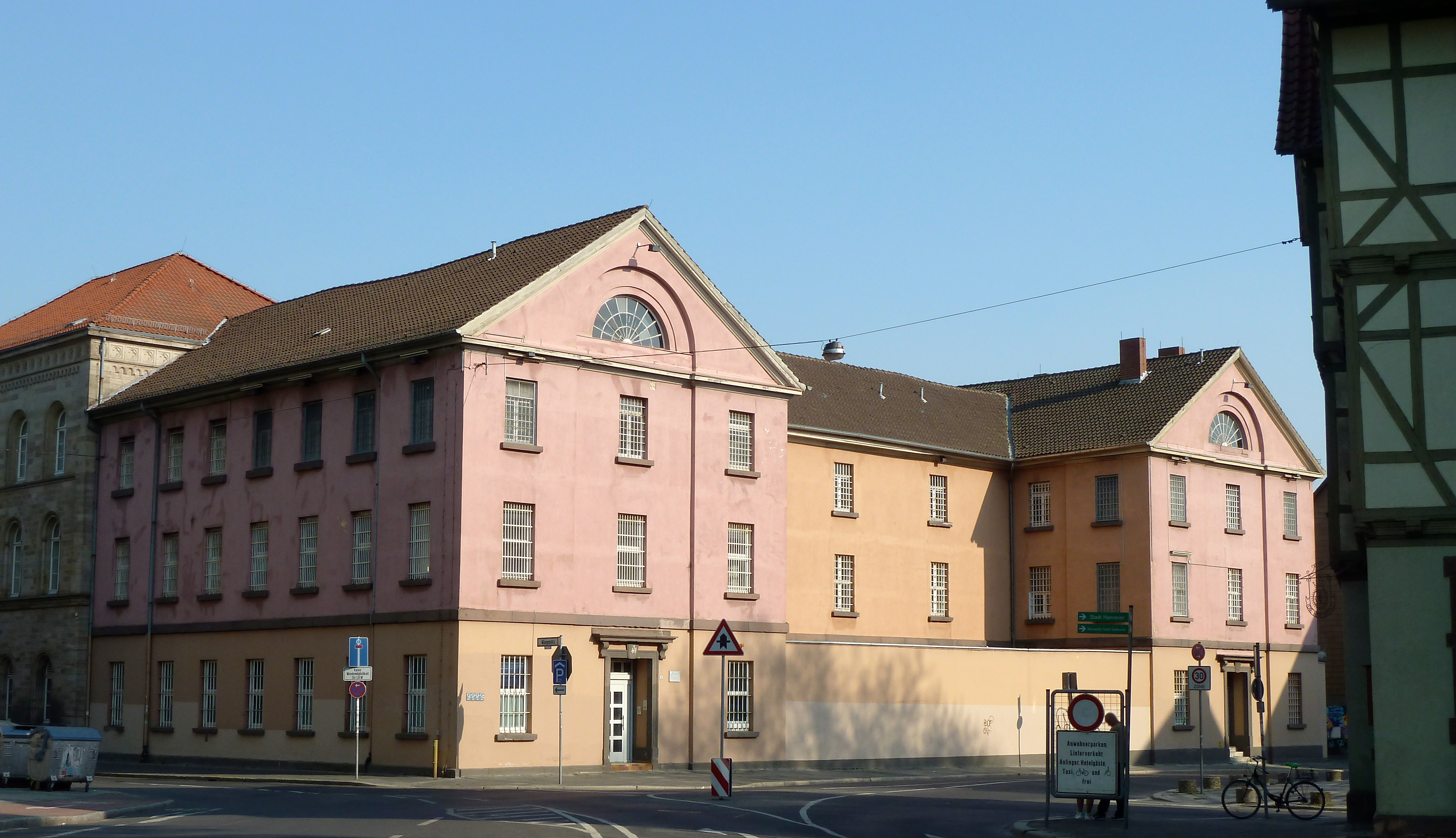
Ehemaliges Amt- und Criminalgefangenhaus Göttingen (später Justizvollzugsanstalt Göttingen), 2011

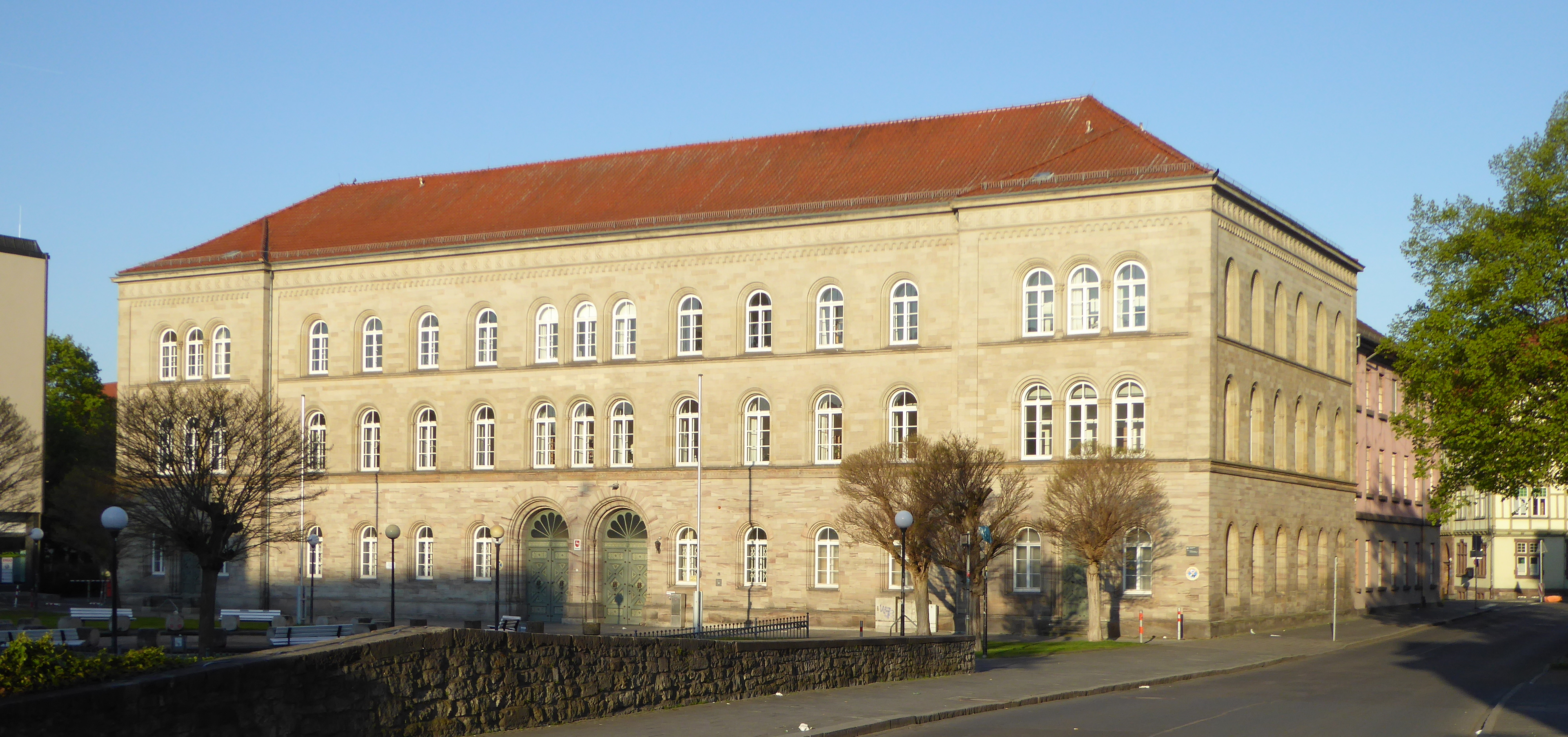
Ehemaliges Obergericht Göttingen (heute Staatsanwaltschaft Göttingen), 2016

- 1827–1829: Neue Anatomie in Göttingen, Berliner Straße (Fertigstellung nach Entwurf von Justus Heinrich Müller; kriegszerstört 1945)[7][8]
- 1828–1829: Mazerationshaus der Anatomie in Göttingen, Berliner Straße (kriegszerstört 1945)
- 1830 (Entwurf): eigenes Wohnhaus von Otto Praël in Göttingen, Weender Landstraße 3 (abgebrochen)
- 1832–1835: Gefängnis (später Justizvollzugsanstalt Göttingen) in Göttingen, Obere-Masch-Straße 9[9][6]
- 1834–1835: Kaserne (heutiges Amtshaus) in Göttingen, Hiroshimaplatz 2
- 1835–1837: Aula der Georg-August-Universität in Göttingen, Wilhelmsplatz 1
- 1847–1850: Wiederaufbau der 1828 abgebrannten Stadtkirche in Moringen
- 1854–1856: Obergericht Göttingen, Waageplatz 7 (mit Friedrich Doeltz)[10][11]
- 1855: Schiff der St.-Laurentius-Kirche in Niedernjesa
- 1858–1860: Zweiter Erweiterungsbau des Chemischen Labors in Göttingen, Hospitalstraße 9 (abgebrochen)

## Auszeichnungen
- Guelphen-Orden 4. Klasse.[2]

## Schriften
- Kurze Beschreibung des neuen Anatomie Gebäudes zu Göttingen. In: Notiz-Blatt des Architcten- und Ingenieur-Vereins für das Königreich Hannover, Jg. 2, 1852, S. 299.